# 基本相互作用
基本相互作用（きほんそうごさよう、Fundamental interaction）は、物理学で素粒子の間に相互にはたらく基本的な相互作用。素粒子の相互作用、自然界の四つの力、相互作用とも。

## 概要
現代素粒子理論の基本となる標準模型によれば、物質を構成する実体は、電子やクオーク、ニュートリノ等、スピン＝１／２をもつフェルミオンと総称される素粒子である。こうした素粒子は真空を構成する量子場の局所的な励起であるとされる。二つのフェルミオン粒子の間には、スピン＝１をもつゲージ粒子が交換される事によって力が伝達されると理解される。ゲージ粒子には、電磁相互作用を媒介する光子、強い相互作用を媒介するグルーオン、そして弱い相互作用を媒介するW、Z粒子がある。フェルミオンの種類によって、交換できるゲージ粒子が異なる。例えば電子は光子を交換できるが、グルーオンを直接交換できない。そのため、電子は電磁相互作用するが、強い相互作用はできない。

## 四つの基本相互作用
| 名称         | 相対的な強さ | 影響範囲r(m)              | 作用対象 | 無限遠の影響                 | 力を伝達するゲージ粒子                   | 事象 |
| ------------ | ------------ | ------------------------- | -------- | ---------------------------- | ---------------------------------------- | --- |
| 強い相互作用 | 1040         | 10-15                     | 原子核内 | 同左で０                     | グルーオン                               | 素粒子のクオークに作用し、クオーク同士を結合させて陽子や中性子を構築し、残った力は強い残留力（核力）として他の陽子や中性子を引き寄せる力として、原子核を構成するが、素粒子のレプトンには作用しない。 また｢原子核は陽子や中性子間で発生する万有引力（重力相互作用）で作られている｣という説明は誤りである。                                                                                                |
| 電磁相互作用 | 1038         | 無限大 (強さは1/r2に比例) | 原子間   | 陽子と電子は 電荷的に打消し0 | 光子（フォトン）                         | 原子間の共有結合や物質間のクーロン力（吸引力･反発力）などに作用するが、原子核内の場合は、強い相互作用の強い残留力より陽子間で発生するクーロン力（反発力）が弱いため、原子核は電磁相互作用でバラける事はない。 |
| 弱い相互作用 | 1015         | 10-18                     | 素粒子内 | 同左で０                     | ウィークボソン(W±,Z0)                    | 素粒子（クオーク）のフレーバーの変化により、放出される素粒子のレプトンなどのエネルギーをβ崩壊（中性子から陽子への変化）として検出し定義している。強い核力に作用しない素粒子のレプトンだが、電磁相互作用と重力相互作用には、電子やミュートリオが作用する。 |
| 重力相互作用 | 100(=1)      | 無限大 (強さは1/r2に比例) | 宇宙全体 | 同左で0以上                  | 重力子（グラビトン、2020年現在・未確認） | 上記の3つの力は、素粒子、原子核、原子、分子間のミクロ世界で作用する量子力学であるが、重力相互作用は、物質間から惑星、恒星（太陽など）、太陽系、ブラックホール、銀河系、銀河団単位、宇宙全体での引力としてマクロ世界で作用するニュートン力学や古典力学として別系統であるが、恒星の核融合･核分裂、中性子星の生成などにおいては、密接な関係となるため超大統一理論の一つ作用力として、研究が進められている。 |

注意：重力子（graviton）をゲージ粒子と見なさない者もいる。

## 基本相互作用統一の試み
今日の場の理論においては、これらの相互作用はゲージ粒子の交換により発生すると考えられている。また素粒子の対称性の研究からこれらの相互作用はビッグバン直後のような超高エネルギー状態においては、その挙動に違いは無くなると考えられた。電磁力と弱い力を統一する理論（ワインバーグ＝サラム理論）は実験的に確立されており、二つの力を一緒にして電弱力と呼ばれる。更に電弱力と強い力を統一する理論（大統一理論）も研究が盛んに行われているものの、理論によって予言される陽子崩壊等の新現象や、超対称性粒子が実験的に確認されていないために難航している。更に、これら3つの力と重力とを統一した超大統一理論（万物の理論）は実現には程遠い。